# Les Nouveaux Mutants (film)
Série X-Men
X-Men: Dark Phoenix
(2019)
Pour plus de détails, voir Fiche technique et Distribution.
Les Nouveaux Mutants (The New Mutants) est un film américain coécrit et réalisé par Josh Boone, sorti en 2020.
Le film débute alors que les mutants deviennent une menace, pour eux tout comme pour la société et les individus qui les entourent. Retenus contre leur volonté dans un mystérieux hôpital psychiatrique, Danielle Moonstar, Illyana Rasputin, Rahne Sinclair, Sam Guthrie et Roberto Da Costa, cinq jeunes mutants, sont pris en charge par le Dr Cecilia Reyes. Cette dernière les surveille attentivement et leur apprend à maîtriser leurs pouvoirs afin d'oublier les graves erreurs commises dans le passé.
Il s'agit d'un film centré sur l'équipe des Nouveaux Mutants, issue des publications de l'éditeur Marvel Comics et, est le dernier film de la franchise cinématographique X-Men, lancée en 2000 par Bryan Singer. Il s'inscrit davantage dans un style horrifique vis-à-vis des précédents opus.
Lors de sa production, la 20th Century Fox s'implique à plusieurs reprises dans la direction du film, s'éloignant de la vision de Boone et entraînant de nombreux reports. À la suite du rachat du studio par The Walt Disney Company, Disney autorise Boone à remonter sa version originale du film.

## Synopsis
Une nuit, Danielle « Dani » Moonstar, une jeune femme d'origine cheyenne, est réveillée par son père, William, et est forcée de fuir sa réserve, cette dernière étant frappée et détruite par une tornade. Alors que Dani est mise à l'abri, son père tente de retourner aider ses congénères, mais une étrange entité le tue, faisant de Dani la seule survivante. Après avoir perdu connaissance, elle se réveille dans un hôpital dirigé par le Dr Cecilia Reyes. Cette dernière lui annonce qu'elle est une mutante et qu'elle devra rester dans l'hôpital jusqu'à ce qu'elle arrive à contrôler son pouvoir après avoir découvert sa nature.
Dani fait la connaissance de quatre autres adolescents : Illyana Rasputin, Rahne Sinclair, Samuel « Sam » Guthrie et Roberto « Bobby » Da Costa, chacun ayant un lourd passé : Sam a détruit une mine, tuant au passage son père, Roberto a brûlé vive sa petite-amie, Rahne a fui son village dévot après avoir été accusée de sorcellerie, et Illyana est hantée par son passé d'esclavage et d'abus sexuels, sa peur se traduisant par un homme mystérieux qu'elle appelle « l'Homme Grimaçant », mais elle avoue également avoir tué 18 personnes une par une de son plein gré. Chacun possède également un pouvoir : Roberto peut manipuler l'énergie solaire, Sam peut se déplacer à une vitesse très élevée, Illyana possède des pouvoirs magiques interdimensionnels et peut aussi forger une épée avec son bras, et Rahne, grâce à sa lycanthropie, peut se transformer en louve. Reyes est elle aussi une mutante et utilise son pouvoir de création de champs de force afin que les adolescents ne puissent pas s'enfuir de l'hôpital.
Forcés de cohabiter, les cinq jeunes adolescents pensent alors qu'ils sont entraînés à devenir des X-Men, d'où le règlement strict, mais aussi car ils sont considérés comme dangereux jusqu'à ce qu'ils maîtrisent complètement leurs pouvoirs. Au départ, Dani culpabilise énormément à la suite de la mort des habitants de sa réserve et de son père, et tente même de se jeter du haut de la chapelle avant d'être raisonnée par Rahne. Les deux jeunes filles se lient rapidement d'amitié, développant rapidement une relation amoureuse, tandis qu'Illyana s'en prend immédiatement à Dani et la réprimande sans cesse. Lors d'une dispute, cette dernière remarque qu'Illyana a pour seul ami Lockheed, une marionnette représentant un dragon. Bientôt, l'ensemble du groupe est frappé par d'étranges visions reflétant le passé de chacun. Le premier est Sam : il se retrouve dans une mine, entouré de son père et des autres mineurs, avant qu'une explosion ne se produise, projetant violemment Sam contre un mur. Plus tard, Roberto rejoint Illyana dans la piscine et les deux adolescents commencent a s'embrasser. Illyana est en réalité enfermée dans sa chambre, et Roberto est confronté à sa petite-amie en train de brûler. Quant à Rahne, elle est agressée dans les douches par le révérend de son village, ce dernier étant marqué par une importante griffure au visage.
Illyana en déduit que toutes ces visions sont dues à la manifestation des pouvoirs de Dani. En effet, cette dernière a la capacité de recréer les peurs les plus enfouies de ses victimes et s'en sert pour les tuer. Reyes consulte alors ses employeurs d'Essex Corporation qui lui demandent de collecter l'ADN de Dani et de l'euthanasier car ses pouvoirs sont incontrôlables, faisant d'elle un danger.
Cette dernière décide de s'isoler avec Dani, mais Rahne soupçonne que quelque chose ne va pas. Pendant ce temps, Illyana et Sam sont attaqués par plusieurs Hommes Grimaçants, tandis que Roberto tente de franchir le champ de force qui se rétrécit. Dani utilise ses pouvoirs pour lire dans l'esprit de Reyes et ainsi, connaître ses véritables intentions. Alors qu'elle est sur le point de la tuer, Rahne surgit du conduit d'aération et mutile Reyes au visage, la forçant à fuir. Les cinq jeunes mutants se réunissent et se rendent compte qu'ils doivent tuer Reyes afin de priver les champs de force de leur source d'énergie. Alors que Rahne flaire l'odeur de sang du docteur, cette dernière parvient à les piéger, et leur révèle qu'elle les entraînait à devenir des tueurs pour Essex. Avant de pouvoir étouffer Dani dans un champ de force, l'entité du nom d'Ours Démon, qui avait suivi Dani et qui était en fait la raison de la destruction de la réserve, surgit de l'extérieur et dévore le Dr Reyes.
Illyana forge son épée et utilise ses pouvoirs pour voyager dans son monde imaginaire, les Limbes, afin de ramener une version réelle de Lockheed pour combattre l'Ours Démon. Finalement, Sam et Roberto se joignent au combat, faisant impasse sur leur dangerosité. Rahne essaie de ramener Dani, cette dernière étant inconsciente, mais elle est forcée de combattre seule l'Ours Démon. Dani est alors approchée par l'esprit de son père, qui l'encourage à affronter sa peur. Elle parvient à se réveiller et réussit à calmer l'Ours en le soumettant et en lui ordonnant de se reposer.
Alors que le jour se lève, le groupe, qui s'appelle désormais les Nouveaux Mutants, constate que le champ de force entourant l'hôpital a disparu. Les cinq adolescents quittent alors les lieux, prêts à affronter, ensemble, l'inconnu.

## Fiche technique
Sauf indication contraire, les informations mentionnées dans cette section peuvent être confirmées par les bases de données cinématographiques IMDb et Allociné,  présentes dans la section « Liens externes ».
- Titre original : The New Mutants
- Titre français et québécois : Les Nouveaux Mutants
- Réalisation : Josh Boone
- Scénario : Josh Boone et Knate Lee, d'après l'oeuvre de Chris Claremont et Bob McLeod, d'après les personnages créés par Len Wein et Dave Cockrum
- Musique : Mark Snow
- Direction artistique : Steve Cooper, Mike Meaker et Olivier Pron
- Décors : Molly Hughes
- Costumes : Leesa Evans et Virginia Johnson
- Photographie : Peter Deming
- Son : Steve Cantamessa, David Giammarco, Warren Hendriks, Wayne Lemmer, Derek Vanderhorst
- Montage : Matthew Dunnell, Robb Sullivan et Andrew Buckland (en)
- Production : Lauren Shuler Donner, Karen Rosenfelt et Simon Kinberg
  - Production déléguée : Stan Lee et Michele Imperato
  - Production associée : Joan Kelley Bierman
- Sociétés de production[2] : Kinberg Genre et Sunswept Entertainment, présenté par 20th Century Studios, en association avec Marvel Entertainment et TSG Entertainment
- Société de distribution : 20th Century Studios via Walt Disney Studios Motion Pictures (États-Unis) ; 20th Century Studios via Walt Disney Studios Motion Pictures International (France et Québec)
- Budget : 80 millions de $[3]
- Pays de production :  États-Unis
- Langues originales : anglais, portugais, latin
- Format[4] : couleur - D-Cinema - 1,85:1 (Panavision) - son Dolby Atmos
- Genres : action, thriller, épouvante-horreur, fantastique, science-fiction, super-héros
- Durée : 94 minutes
- Dates de sortie[5] :
  - France, Belgique, Suisse romande : 26 août 2020[6],[7]
  - États-Unis, Québec : 28 août 2020[8]
- Classification[9] :
  - États-Unis : accord parental recommandé, film déconseillé aux moins de 13 ans (PG-13 - Parents Strongly Cautioned)[Note 1]
  - France : interdit aux moins de 12 ans[10],[11],[Note 2]
  - Belgique : potentiellement préjudiciable jusqu'à 16 ans (KNT/ENA : Kinderen Niet Toegelaten  / Enfants Non Admis)[6],[Note 3],[12]
  - Suisse romande : interdit aux moins de 16 ans[13]
  - Québec : 13 ans et plus (13+ / 13 years and over)[8]

## Distribution
- Blu Hunt (VF : Fanny Bloc ; VQ : Marguerite D'Amour) : Danielle « Dani » Moonstar
- Maisie Williams (VF : Camille Donda ; VQ : Ludivine Reding) : Rahne Sinclair
- Anya Taylor-Joy (VF : Zina Khakhoulia ; VQ : Dominique Laniel) : Illyana Rasputin
- Charlie Heaton (VF : Julien Crampon ; VQ : Nicolas Bacon) : Samuel « Sam » Guthrie
- Henry Zaga (VF : Gauthier Battoue ; VQ : Marc-André Brunet) : Roberto « Bobby » Da Costa
- Alice Braga (VF : Stéphanie Hédin ; VQ : Marika Lhoumeau) : Dr. Cecilia Reyes
- Adam Beach : William Lonestar
- Happy Anderson (VF : Paul Borne) :  le révérend Craig
- Thomas Kee : Thomas Guthrie
- Colbi Gannett : Illyana Rasputin, enfant
- Marilyn Manson (voix), Dustin Ceithamer (capture de mouvement) : l'Homme Grimaçant
- Dafne Keen : Laura Kinney / X-23 (Vision de Dani, images tirées du film Logan)

Source VF : AlloDoublage

## Genèse et développement

### Pré-production
Après avoir tourné Nos étoiles contraires pour la 20th Century Fox, le réalisateur Josh Boone développe, avec son ami d'enfance Knate Lee, un comic book à partir des Nouveaux Mutants de Chris Claremont pour illustrer à quoi pourrait ressembler des films adaptés de ces comics. Grand fan des Nouveaux Mutants, Josh Boone décrit ces comics comme « très sombres, intéressants, et différent des histoires typiques des X-Men ». Josh Boone et Knate Lee présentent leur travail à Simon Kinberg, l'un des producteurs historiques de la franchise cinématographique X-Men, qui l'apprécie beaucoup. Ainsi, en mai 2015, la Fox officialise Josh Boone comme réalisateur de The New Mutants, d'après un scénario écrit par lui-même et Knate Lee, avec Simon Kinberg et Lauren Shuler Donner à la production. Le projet est alors annoncé comme un spin-off unique développant l'univers X-Men.
En mars 2016, Simon Kinberg explique que Josh Boone et Knate Lee travaillent sur le script du film, annoncé comme très différents des précédents films X-Men : « peut-être pas aussi différent que Deadpool, mais dans un style unique ». Le producteur ajoute qu'il aura une « vibe » très young adult. Un mois plus tard, il révèle que le script inclut la présence du Professeur Xavier et que la production devrait commencer début 2017. En août 2016, Scott Neustadter et Michael H. Weber, qui ont collaboré avec Josh Boone pour Nos étoiles contraires, travaillent eux aussi sur le script. Josh Boone explique que Scott Neustadter et Michael H. Weber vont écrire une nouvelle version car lui et Knate Lee sont pris par un autre projet.
En mai 2017, Josh Boone en dit un peu plus sur le film dans une interview :

« Nous faisons un pur film d'horreur à l'intérieur de l'univers X-Men. Il n'y a pas de costumes, pas de super-méchants. Nous essayons de faire quelque chose de très très différent. (…) La Fox veut vraiment que les spin-off X-Men soient les plus différents possible les uns des autres. (...) Vous ne pouvez pas trouver de plus grand fan pour faire ce film que moi. C'est tellement important pour moi. Je ne suis plus le gamin de 12 ans qui écrivait une lettre à Stephen King et qui adorait les comics Marvel mais j'essaie de rester fidèle à cet enfant. Parce que c'est lui qui m'empêche de me prostituer à Hollywood. (…) Oui, on peut dire que je suis vraiment excité par ce film. »

— Entertainment Weekly

### Attribution des rôles

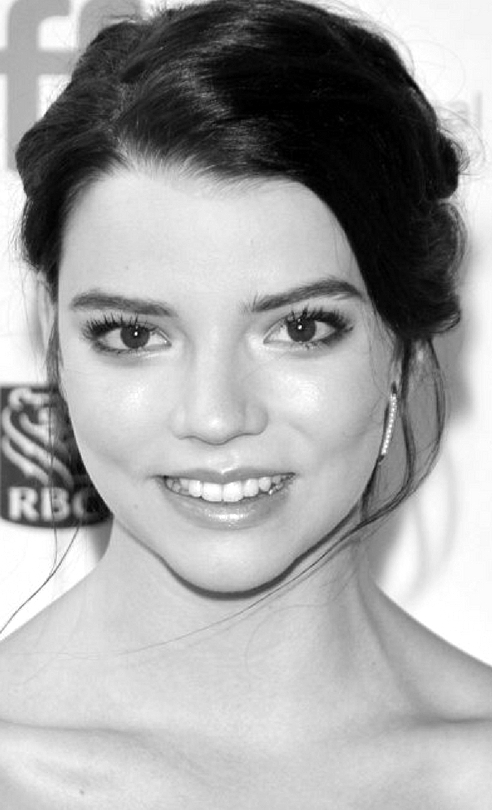
Anya Taylor-Joy

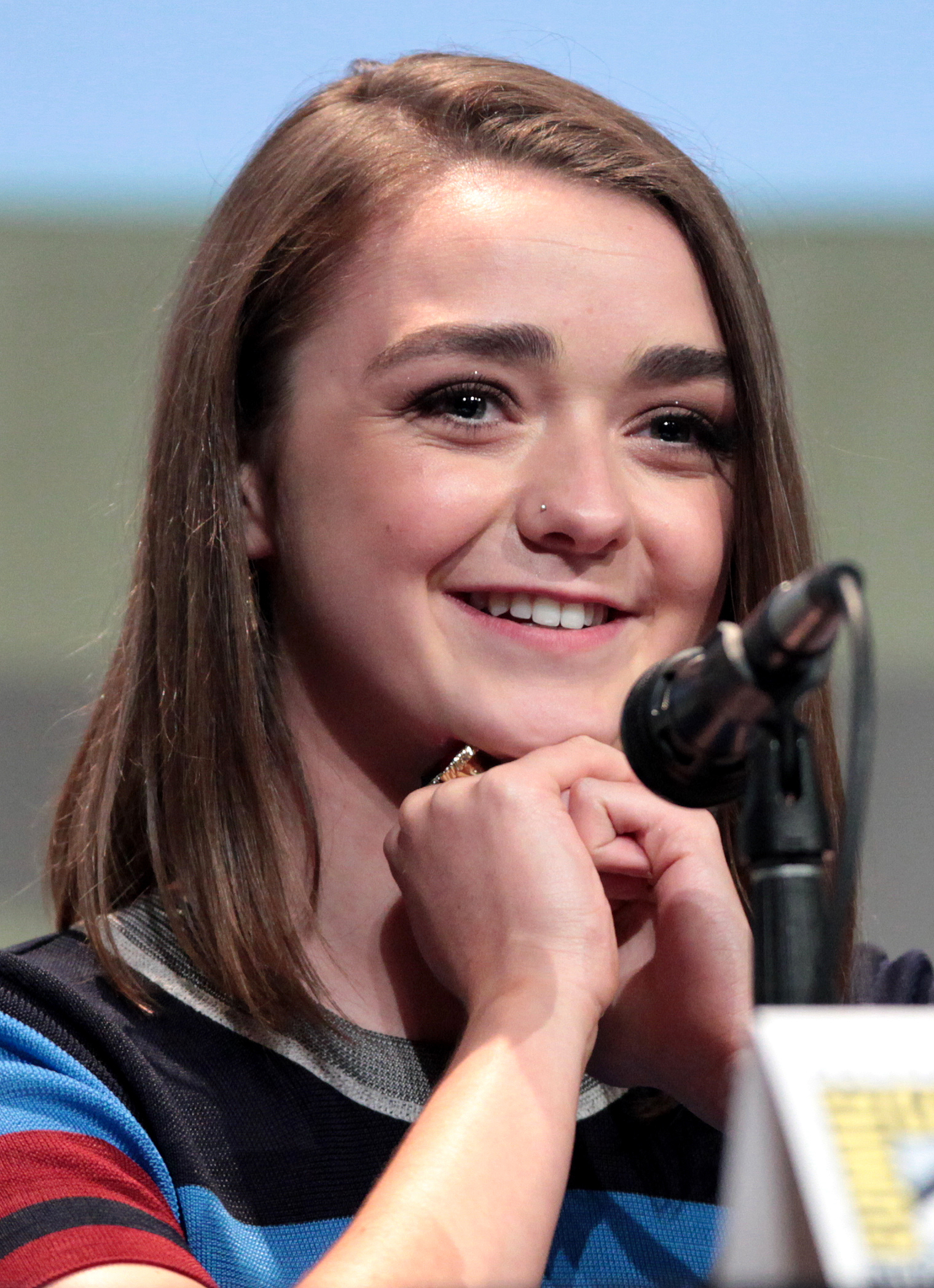
Maisie Williams

En mai 2017, Anya Taylor-Joy et Maisie Williams sont officialisées dans les rôles respectifs des mutantes Magik et Félina. Par ailleurs, il a été révélé que le studio avait insisté pour engager des acteurs de la même ethnie que leur personnage. Ainsi, la production a réalisé de nombreuses auditions pour trouver un Sud-américain pour camper Solar, ou encore une Amérindienne pour le rôle de Danielle Moonstar.
En juin 2017, Charlie Heaton, révélé par la série télévisée Stranger Things, rejoint la distribution. Quelques jours plus tard, c'est au tour de l'actrice brésilienne Alice Braga d'être officialisée dans le rôle du mentor des Nouveaux Mutants, Cecilia Reyes, alors que le nom de Rosario Dawson avait circulé auparavant.
James McAvoy, interprète du Professeur Xavier dans les précédents films de la saga, devait réapparaitre dans le film, tout comme Alexandra Shipp, qui jouait Tornade dans X-Men : Apocalypse et X-Men : Dark Phoenix.
Jon Hamm a été engagé pour incarner Mister Sinistre, un ennemi de longue date des X-Men. Il a tourné une scène post-générique. Cependant, fin mars 2018, le studio décide de la couper au montage. Antonio Banderas est annoncé dans le rôle d'un autre super-vilain, Emmanuel da Costa, qui remplacera Mister Sinistre. L'acteur espagnol est finalement absent du film et n'a jamais tourné ces scènes.

### Tournage
Le tournage débute le 10 juillet 2017 à Boston, sous le titre de travail Growing Pains,. Il a principalement lieu à l’Hôpital d’État de Medfield, dans le Massachusetts, et s'est achevé le 16 septembre 2017.
Le réalisateur Josh Boone explique que le scénario a été réécrit en plein tournage, après l'échec de X-Men: Apocalypse (2016). Il est décidé que le film se situera dans le présent (et non dans les années 1980). De plus, le Professeur Xavier et Tornade sont retirés de l'intrigue.
Avec les nombreux reports de sortie, des rumeurs évoquent des reshoots avec un chamboulement total du film. Cependant, en mars 2020, Josh Boone déclare :

« Tout le monde dit que nous avons tourné de nouvelles scènes ! Ça n’est jamais arrivé. Et je vais vous dire : s’il n’y avait pas eu de fusion (entre la Fox et Disney), je suis persuadé que nous aurions retourné quelques scènes, comme tous les autres films le font. Nous n’avons même pas pu le faire parce qu’au moment où la fusion était terminée et que tout était en place, le casting avait trop vieilli. »

— Josh Boone, mars 2020

### Post-production

#### Montage initial
Josh Boone, accompagné des monteurs du film Matthew Dunell et Robb Sullivan, ont livré un montage du film à la Fox dont ils étaient satisfaits. Cette version du film a été testée au même moment que la sortie de Deadpool en salles. Trois jours de tournage supplémentaires étaient prévus afin de finaliser le montage. Cependant, à la suite du succès rencontré par le film Ça en 2017, le studio a modifié la première bande-annonce du film pour se concentrer sur les « éléments effrayants présents dans ce dernier, le vendant essentiellement comme un pur film d'horreur ». L'opération se traduisant par un succès, la Fox a décidé de rendre le film plus proche de la version originale imaginée par Boone plutôt que de terminer la version débutée lors de la production

#### Planification desreshoots
En janvier 2018, la sortie est finalement repoussée d'un peu moins d'un an, au 22 février 2019,, lui permettant de ne pas sortir en même temps que Deadpool 2. Cela a également laissé du temps à l'équipe du film pour réaliser les reprises nécessaires afin de rendre le film plus effrayant. Interrogée sur ce retard le mois suivant, Maisie Williams a déclaré « qu'il y avait eu des inquiétudes pendant le tournage concernant le court délai entre la fin de tournage et la date de sortie précédemment fixée, en particulier avec la quantité d'effets visuels encore nécessaires pour terminer le film ». Le tournage supplémentaire étant prévu pour la moitié de l'année 2018, il prévoyait d'inclure plusieurs nouveaux personnages qui apparaîtraient tout au long du film, plutôt que de simplement faire une apparition.
Par la suite, la Fox a de nouveau retardé la sortie du film en mars 2018, le déplaçant de février 2019 au 2 août 2019, laissant la date de février pour la sortie de X-Men: Dark Phoenix. À ce moment-là, il a été supposé que les reshoots étaient plus importants que ce qui avait été envisagé auparavant, le studio souhaitant que la moitié du film soit re-tournée. Le studio s'est également concentré sur la réalisation du film tout en gérant les sorties de Deadpool et Logan, afin d'éviter que le film ne soit un échec comme Les Quatre Fantastiques, qui a, par ailleurs, connu des problèmes de production similaires. Cependant, les dirigeants du studio pensaient que Les Nouveaux Mutants ne finirait pas de la même manière parce que la Fox n'a pas blâmé les problèmes rencontrés par Boone, chose qui avait été faite avec le réalisateur des Quatre Fantastiques, Josh Trank, mais aussi parce que le studio permettait à Boone d'écrire et de réaliser les reshoots afin de terminer le film sous sa vision originale. En plus des reprises changeant le ton du film, une sous-intrigue aurait été ajoutée afin de présenter un nouvel antagoniste : le film allait présenter la Essex Corporation (qui a été visible pour la première fois à la fin de X-Men: Apocalypse), menant à une scène post-générique présentant l'acteur Jon Hamm sous les traits de Mister Sinister. Cependant, la Fox a décidé de ne pas tourner la scène à la suite de l'échec de X-Men : Apocalypse, et a finalement préféré créer une nouvelle scène post-crédits présentant Antonio Banderas dans le rôle du père de Roberto Da Costa, Emmanuel Da Costa.

#### Acquisition par Disney
Prévus pour la fin du mois de septembre 2018, les reshoots avaient pour principal objectif de rendre le film plus effrayant après l’accueil positif reçu par la bande-annonce. Après l'Acquisition de 21st Century Fox par Disney en mars 2019, The Hollywood Reporter a révélé que les reprises prévues n'avaient toujours pas eu lieu et qu'il n'y en avait « aucune prévue à ce jour ». L'article a indiqué que le mouvement ultérieur sur le film semblait dépendre de Boone,, et qu'il y avait une chance que le film ne sorte pas selon le calendrier établi par la Fox, et qu'il pourrait même directement sortir sur Disney+ ou Hulu, les deux plateformes appartenant à Disney. Un mois plus tard, à la CinemaCon de 2019, Disney a confirmé que le film était toujours prévu, mais a indiqué que sa date de sortie pourrait être ajustée pour mieux s'adapter au calendrier de sorties. Le mois suivant, le studio a repoussé la sortie du film au 3 avril 2020, tandis que les reprises devaient avoir lieu en 2019.
En août 2019, des projections-test auraient eu lieu mais n'auraient pas convaincu le public. Des travaux supplémentaires avaient été effectués sur le film depuis le rachat de la Fox par Disney, résultant à des projections-test concluantes. En plus de rendre le film plus effrayant, ces changements auraient inclus la suppression des connexions aux films X-Men pour donner aux studios Marvel la possibilité d'inclure le film dans l'Univers cinématographique Marvel. À la fin du mois de décembre, Boone a déclaré que la dernière version du film suivait sa vision originale, laissant présager que les reshoots n'avaient pas eu lieu. En janvier 2020, le site officiel du Fan Club de Disney a décrit le film comme un « nouvel ajout à l'univers cinématographique Marvel », une affirmation qui a été rapidement reprise par les fans et les journalistes. Peu de temps après, toutes les mentions du film ont été supprimées du site, et Disney a confirmé plus tard qu'il s'agissait d'une erreur et que le film ne ferait pas partie du MCU.

#### Montage final
Le 7 mars 2020, Josh Boone a déclaré que le film était terminé. Peu de temps après, il a expliqué que le travail sur le film s'était arrêté lorsque Disney avait racheté la Fox et a ajouté qu'aucune prise de vue supplémentaire n'avait eu lieu sur le film. À cette époque, environ 75 % du film avait été monté alors qu'une grande partie des effets visuels du film n'était pas terminée. Il a entre-temps travaillé sur d'autres projets, notamment sur une nouvelle série télévisée, The Stand, basée sur le roman de Stephen King. Avant que la production de la série ne débute, Disney lui a demandé s'il reviendrait pour terminer le film. Les monteurs Matthew Dunell et Rob Sullivan s'étaient alors engagés pour travailler sur The Stand à ce moment-là et ne pouvaient donc pas continuer à monter le film. Pour faire face au problème, Boone a fait appel à Andrew Buckland pour l'aider à terminer le film, puis a déclaré : « Nous sommes revenus et avons terminé le film. Ça a pris deux mois, et c’était si bon de pouvoir revenir. Ma scénariste et moi n’avions pas vu le film depuis un an. Nous avons modifié quelques trucs auxquels nous n’avions pas pensé ou remarqué l’année d’avant ».
Le travail nécessaire pour terminer le film consistait à la finalisation des effets visuels, ce qui a pris plusieurs mois. Malgré des reshoots programmés, Boone a estimé que cela n'avait pas de sens d'ajouter les scènes incluant Antonio Banderas, car il était peu probable qu'une suite voit le jour, sachant que Disney possède dorénavant les droits des personnages X-Men. Une fois le film terminé, le casting s'est réuni pour la première projection officielle à New York.

## Bande originale
En décembre 2017, Nate Walcott et Mike Hogis sont annoncés à la composition de la musique du film, sachant qu'ils avaient déjà travaillé avec Boone sur un précédent film.
En mai 2018, Marilyn Manson a annoncé que sa chanson Cry Little Sister — originellement écrite pour le film Génération perdue (1987) de Gerard McMahon — a été remastérisée spécialement pour la bande originale des Nouveaux Mutants.
En février 2020, il est annoncé que c'est finalement Mark Snow qui se charge de la musique du film. Des compositions initiales de Nate Walcott et Mike Hogis sont toutefois présentes dans le montage final.
| Liste des titres | Liste des titres                  | Liste des titres | Liste des titres | Liste des titres | Liste des titres | Liste des titres | Liste des titres | Liste des titres | Liste des titres |
| No               | Titre                             | Durée            |                  |                  |                  |                  |                  |                  |                  |
| ---------------- | --------------------------------- | ---------------- | ---------------- | ---------------- | ---------------- | ---------------- | ---------------- | ---------------- | ---------------- |
| 1.               | No Way Out                        | 3:32             |                  |                  |                  |                  |                  |                  |                  |
| 2.               | Smiling Man                       | 2:14             |                  |                  |                  |                  |                  |                  |                  |
| 3.               | Rahne Dome                        | 1:30             |                  |                  |                  |                  |                  |                  |                  |
| 4.               | The Bear Advances                 | 1:15             |                  |                  |                  |                  |                  |                  |                  |
| 5.               | Down from the Tower               | 2:14             |                  |                  |                  |                  |                  |                  |                  |
| 6.               | Red Snow                          | 1:20             |                  |                  |                  |                  |                  |                  |                  |
| 7.               | Rahne's Story                     | 1:05             |                  |                  |                  |                  |                  |                  |                  |
| 8.               | Girl Fight                        | 0:50             |                  |                  |                  |                  |                  |                  |                  |
| 9.               | Lie Detector                      | 2:16             |                  |                  |                  |                  |                  |                  |                  |
| 10.              | So Am I                           | 0:57             |                  |                  |                  |                  |                  |                  |                  |
| 11.              | Explaining to Rahne               | 1:41             |                  |                  |                  |                  |                  |                  |                  |
| 12.              | The Grand Tour                    | 1:02             |                  |                  |                  |                  |                  |                  |                  |
| 13.              | Regrouping                        | 2:35             |                  |                  |                  |                  |                  |                  |                  |
| 14.              | Girl Chat/Essex Orders            | 2:20             |                  |                  |                  |                  |                  |                  |                  |
| 15.              | Dani Goes Under                   | 4:40             |                  |                  |                  |                  |                  |                  |                  |
| 16.              | Nervous Shower/Meditation         | 1:19             |                  |                  |                  |                  |                  |                  |                  |
| 17.              | Rahne's Confessional              | 1:06             |                  |                  |                  |                  |                  |                  |                  |
| 18.              | Obedience                         | 0:58             |                  |                  |                  |                  |                  |                  |                  |
| 19.              | Fighting Back                     | 2:52             |                  |                  |                  |                  |                  |                  |                  |
| 20.              | Dome Pt. 2                        | 2:16             |                  |                  |                  |                  |                  |                  |                  |
| 21.              | Too Hot                           | 2:17             |                  |                  |                  |                  |                  |                  |                  |
| 22.              | Dani Begins Testing               | 0:42             |                  |                  |                  |                  |                  |                  |                  |
| 23.              | Wake Up in Hospital               | 2:34             |                  |                  |                  |                  |                  |                  |                  |
| 24.              | Hey Yogi                          | 1:05             |                  |                  |                  |                  |                  |                  |                  |
| 25.              | Not so Solitary                   | 1:06             |                  |                  |                  |                  |                  |                  |                  |
| 26.              | Dr. Reyes Knows/Fighting the Bear | 3:31             |                  |                  |                  |                  |                  |                  |                  |
| 27.              | Nice Bear                         | 3:56             |                  |                  |                  |                  |                  |                  |                  |
| 28.              | Calling all Mutants               | 0:56             |                  |                  |                  |                  |                  |                  |                  |
| 29.              | Victory                           | 3:40             |                  |                  |                  |                  |                  |                  |                  |
| 30.              | Control/Time to Sleep             | 3:52             |                  |                  |                  |                  |                  |                  |                  |
| 1:02:00          |                                   |                  |                  |                  |                  |                  |                  |                  |                  |

## Accueil

### Promotion
Fin 2017, la première bande-annonce du film ainsi qu'une affiche sont postées en ligne. Cependant, avec les nombreux reports de sortie dont le film est victime, la promotion est interrompue.
Le 6 janvier 2020, une nouvelle bande-annonce est révélée, soit plus de deux ans après la diffusion de la première. Il a été annoncé que le film sortira finalement sous la vision du réalisateur, comme il avait été prévu au départ, et que les supposés reshoots, annoncés en 2018, n'avaient pas eu lieu.
En juillet, lors du Comic-Con@Home (version « confinée » du San Diego Comic-Con, annulé à cause de la pandémie de Covid-19), une nouvelle bande-annonce ainsi que les deux premières minutes du film sont dévoilées.
Tout au long du mois d'août, plusieurs affiches ainsi que des extraits sont diffusés.

### Reports de la date de sortie
Le film devait initialement sortir le 13 avril 2018. En janvier 2018, la sortie est finalement repoussée d'un peu moins d'un an, au 22 février 2019. Les studios ont expliqué ce choix par une volonté de ne pas mélanger la campagne de promotion avec celle de Deadpool 2. De plus, la production a annoncé que des reshoots allaient être réalisés afin de rendre le film plus effrayant.
Fin mars 2018, la Fox annonce que le film est encore une fois repoussé, sa nouvelle date de sortie étant fixée au 2 août 2019 aux États-Unis, pour laisser la place à X-Men: Dark Phoenix en février de la même année.
Le 7 mai 2019, après le rachat de la 20th Century Fox, Disney dévoile le nouveau planning de ses futures productions jusqu'en 2027, annonçant par la même occasion un nouveau report du film, au 3 avril 2020.
En mars 2020, à la suite de la pandémie de coronavirus, Disney a annoncé le report de ses films prévus pour les mois de mars et avril. Cependant, aucune nouvelle date de sortie n'est annoncée pour le film.
Le 13 mai, il est annoncé que le film sortira le 28 août aux États-Unis.

### Accueil critique

#### À l'étranger
Aux États-Unis, le film reçoit des critiques plutôt négatives.
Sur l'agrégateur américain Rotten Tomatoes, il récolte 29⁄100 d'opinions favorables pour 41 critiques et une note moyenne de 4,7⁄10. Il s'agit du deuxième plus mauvais accueil d'un film X-Men sur ce site, juste après les 22% de X-Men: Dark Phoenix en 2019.
Les critiques qualifient également le film de pire film X-Men jamais produit. En effet, selon The Hollywood Reporter, « pour la majeure partie de la planète — celle qui est en mesure de voir le nouveau film des studios Disney-20th Century Studios au cinéma — et en particulier pour le public cible des Nouveaux Mutants, il n’est qu’un ramassis de déjà vu ».
Pour Variety « Les Nouveaux Mutants est finalement assez cohérent. Mais ce qu’il échoue à faire, c’est à trouver sa personnalité propre et mémorable ».

#### En France
En France, le film reçoit des avis plutôt mitigés. Sur le site Allociné, le film obtient une moyenne de 2,2⁄5 pour 10 articles de presse.
Parmi les retours enthousiastes, Le Figaro écrit que le film « parvient à remplir toutes les cases psychologiques du film pour ado par excellence ».
Pour Le Parisien, « Les Nouveaux Mutants reste un spectacle plaisant et correct qui plaira toutefois davantage à ceux qui veulent frissonner en salle obscure qu'aux amateurs de super-héros ».
En revanche, Le Monde déclare que « le film d'épouvante de Josh Boone construit des personnages attachants mais simplets ».
Pour Déborah Lechner du site ÉcranLarge, « En un peu plus d'une heure et demie seulement, "Les Nouveaux mutants" peine à faire aboutir tout ce qu'il entreprend, de la caractérisation de ses personnages à son intrigue régurgitée. Le film se contente d'alterner les genres selon les besoins du scénario et ne parvient jamais à les mélanger efficacement. »
Enfin, Télérama annonce qu'il n'y a « pas grand-chose à sauver de ce film de Josh Boone avec mutants aux super-pouvoirs ».
Côté spectateurs, les avis sont également mitigés : sur Allociné, le film obtient une moyenne de 2,6⁄5 pour 1123 notes et 185 critiques.
Sur SensCritique, il obtient une moyenne de 5,1⁄10 une semaine après sa sortie, d'après plus de 1 000 notes.

### Box-office
| Pays ou région | Box-office      | Date d'arrêt du box-office | Nombre de semaines |
| -------------- | --------------- | -------------------------- | ------------------ |
| France         | 320 000 entrées |                            |                    |
| Mondial        | 39 400 000 $    |                            |                    |

Sorti en pleine crise du coronavirus, le film réalise près de 40 millions de dollars de recettes au box-office, un bilan très faible pour un budget d'environ 70 millions de dollars.

## Distinctions
Entre 2018 et 2021, le film Les Nouveaux Mutants a été sélectionné quatre fois dans diverses catégories, mais n'a remporté aucune récompense.

### Nominations
- Prix de la bande-annonce d'or 2018 : Meilleure affiche d’un thriller pour 20th Century Fox.
- Académie des films de science-fiction, fantastique et d'horreur - Prix Saturn 2021 : Meilleur film tiré d'un comics.
- Journées du cinéma (Días de Cine Awards) 2021 : Meilleure actrice étrangère pour Anya Taylor-Joy.
- Société des critiques de cinéma d'Hawaii (Hawaii Film Critics Society) 2021 : Meilleur film tiré d'un comics.